# 잠실새내역
잠실새내(신천)역(蠶室새내驛, Jamsil Saenae station)은 서울특별시 송파구 잠실동에 있는 서울 지하철 2호선의 지하철역이다. 옛 이름은 신천역이다.

## 역사
개통 당시 역 이름은 신천역(新川驛)이었으며, 이 명칭은 이 역의 150m 남쪽에 있는 잠실본동 새마을시장 일대를 ‘신천’이라고 부르는 데에서 유래한 것이다. 오늘날의 잠실동 앞에 있는 한강에는 새내마을이라는 상당부는 수몰되는 등 흔적이 사라진마을이 있었는데, 그 주민들은 새마을시장 일대 지역으로 이주하였다. 또한 오늘날 잠실2·3동의 북부 일부지역은 1970년대에 법정동 경계가 조정되기 전에는 신천동에 속했다. 그러나 현재 신천동이라는 법정동을 사용하는 지역은 잠실4·6동에 해당되며 이 역이 소재한 지역은 잠실2·3동과 잠실본동에 걸쳐져 있으며, 이 역의 위치는 과거 신천동이었던 곳에 해당하지 않는다. 또한 역명이 신촌역과 발음이 비슷하여 이용객에게 혼란을 준다는 논란이 있었고, 2018년 6월에 개통할 수도권 전철 서해선의 신천역과 중복될 예정이었던 문제가 생겼다.
이 때문에 2012년 6월 5일 송파구의회에서는 신천역의 역명을 신잠실역으로 개정하자는 내용의 건의안을 내기도 하였다. 이후 2015년 10월 19일 서울시지명위원회에서 신천역의 새로운 역명으로 신천의 고유어인 ‘새내’를 활용한 잠실새내역을 확정하였으나, 역명 개정에 따른 시설정비 비용 부담에 대한 서울메트로와 송파구의 의견 불일치로 실제 개정이 지체되고 있었다. 잠실새내역이라는 이름이 잠실나루역 및 잠실역과 혼동되어, 역명 변경을 통하여 얻는 실익이 적다는 지적도 있다. 최종적으로 2016년 12월 15일이 되어서야 역명 변경이 확정되었으며, 2017년 1월까지 안내표지판 등의 정비가 완료되었다.
2017년 1월 22일 오전 6시 30분경, 잠실새내역으로 진입하던 MELCO 쵸퍼제어열차 210편성의 2호차 하부에서 불이 나 서울 지하철 2호선의 양방향 운행이 중단되었다. 시작은 강변역에서 불이 시작되었으나 기관사는 무시하고 계속 운전했다고 한다. 불은 20분만에 소화되었고 열차 운행은 7시 20분부터 재개되었으나, 잠실새내역을 서지 않고 운행하다가 7시 50분경에 정상 운행을 시작하였다. 그리고 해당 편성은 27년된 노후전동차였다고 한다.

## 연혁
- 1980년 5월 28일: 신천역(新川驛)으로 역명 결정[8]
- 1980년 10월 31일: 서울 지하철 2호선 신설동 ~ 종합운동장 구간 개통과 함께 영업 개시
- 2016년 12월 15일: 잠실새내로 역명 변경[9]
- 2018년 12월 17일 ~ 2021년 3월: 노후화에 의한 리모델링 공사[10]

## 역 구조
2면 2선의 상대식 승강장이며, 승강장에 스크린도어가 설치되어 있다. 출구는 8개가 있다.
이 역은 구내에서 반대방향으로 횡단이 불가능하다.

### 승강장
| 잠실 ↑       |
| \| 외        |
| ↓ 종합운동장 |

| 내선 순환 | ● 서울 지하철 2호선 | 선릉 · 교대 · 사당 · 신도림 방면      |
| 외선 순환 | ● 서울 지하철 2호선 | 잠실 · 성수 · 왕십리 · 을지로3가 방면 |

## 역 주변
- 잠실 엘스
- 잠실 리센츠
- 잠실 트리지움
- 새마을시장
- 잠실2동 행정복지센터
- 잠실2동 우체국
- 영동일고등학교
- 롭스 잠실새내 점
- 잠실한강공원
- 잠신고등학교
- 잠신중학교
- 서울잠신초등학교
- 서울잠일초등학교
- 잠일고등학교
- 서울버들초등학교
- 신천중학교

## 이용객 변동
| 노선  | 노선   | 일평균 인원수 (명/일) | 일평균 인원수 (명/일) | 일평균 인원수 (명/일) | 일평균 인원수 (명/일) | 일평균 인원수 (명/일) | 일평균 인원수 (명/일) | 일평균 인원수 (명/일) | 일평균 인원수 (명/일) | 일평균 인원수 (명/일) | 일평균 인원수 (명/일) | 각주   |
| 노선  | 노선   | 2000년                | 2001년                | 2002년                | 2003년                | 2004년                | 2005년                | 2006년                | 2007년                | 2008년                | 2009년                | 각주   |
| ----- | ------ | --------------------- | --------------------- | --------------------- | --------------------- | --------------------- | --------------------- | --------------------- | --------------------- | --------------------- | --------------------- | ------ |
| 2호선 | 승차   | 26,992                | 27,841                | 28,248                | 25,844                | 21,415                | 18,601                | 18,555                | 18,337                | 21,826                | 26,993                | [ 11 ] |
| 2호선 | 하차   | 25,936                | 26,576                | 27,498                | 25,296                | 21,612                | 18,575                | 18,219                | 17,715                | 20,866                | 25,461                | [ 11 ] |
| 2호선 | 승하차 | 52,928                | 54,417                | 55,746                | 51,140                | 43,028                | 37,176                | 36,774                | 36,052                | 42,692                | 52,454                | [ 11 ] |
| 노선  | 노선   | 2010년                | 2011년                | 2012년                | 2013년                | 2014년                | 2015년                | 2016년                | 2017년                | 2018년                |                       | [ 11 ] |
| 2호선 | 승차   | 27,006                | 27,209                | 27,349                | 27,557                | 27,964                | 27,011                | 26,825                | 26,566                | 26,472                |                       | [ 11 ] |
| 2호선 | 하차   | 25,483                | 25,874                | 26,163                | 26,467                | 27,183                | 26,437                | 26,626                | 26,695                | 26,785                |                       | [ 11 ] |
| 2호선 | 승하차 | 52,489                | 53,083                | 53,512                | 54,024                | 55,147                | 53,449                | 53,451                | 53,261                | 53,257                |                       | [ 11 ] |

## 인접한 역
| 서울 지하철 2호선 을지로순환선 | 서울 지하철 2호선 을지로순환선 | 서울 지하철 2호선 을지로순환선 |
| ------------------------------ | ------------------------------ | ------------------------------ |
| 216 잠실 외선 순환             | ● 서울 지하철 2호선            | 218 종합운동장 내선 순환       |

## 사진

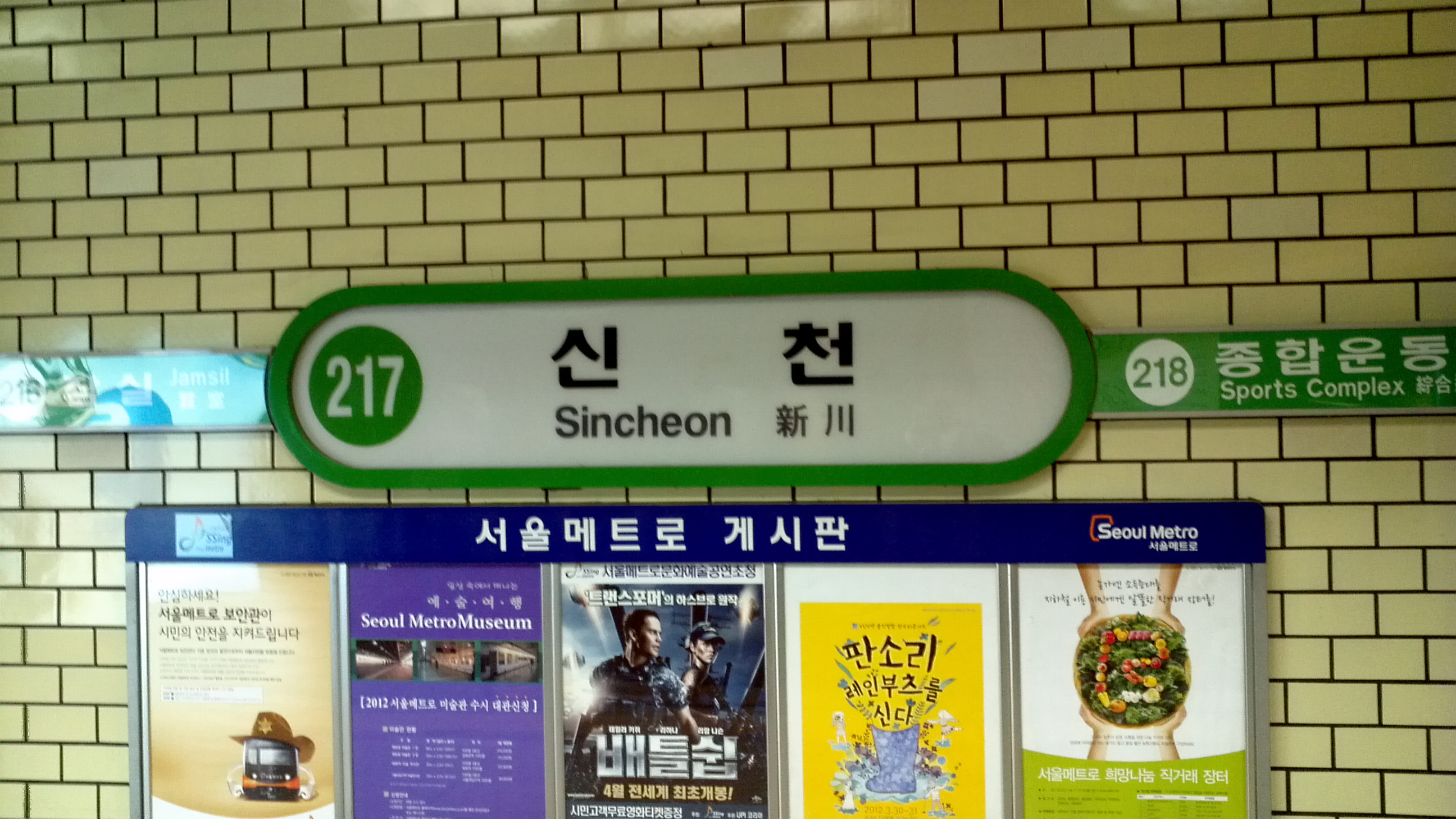
신천역 시절 역명판(2014년 7월)
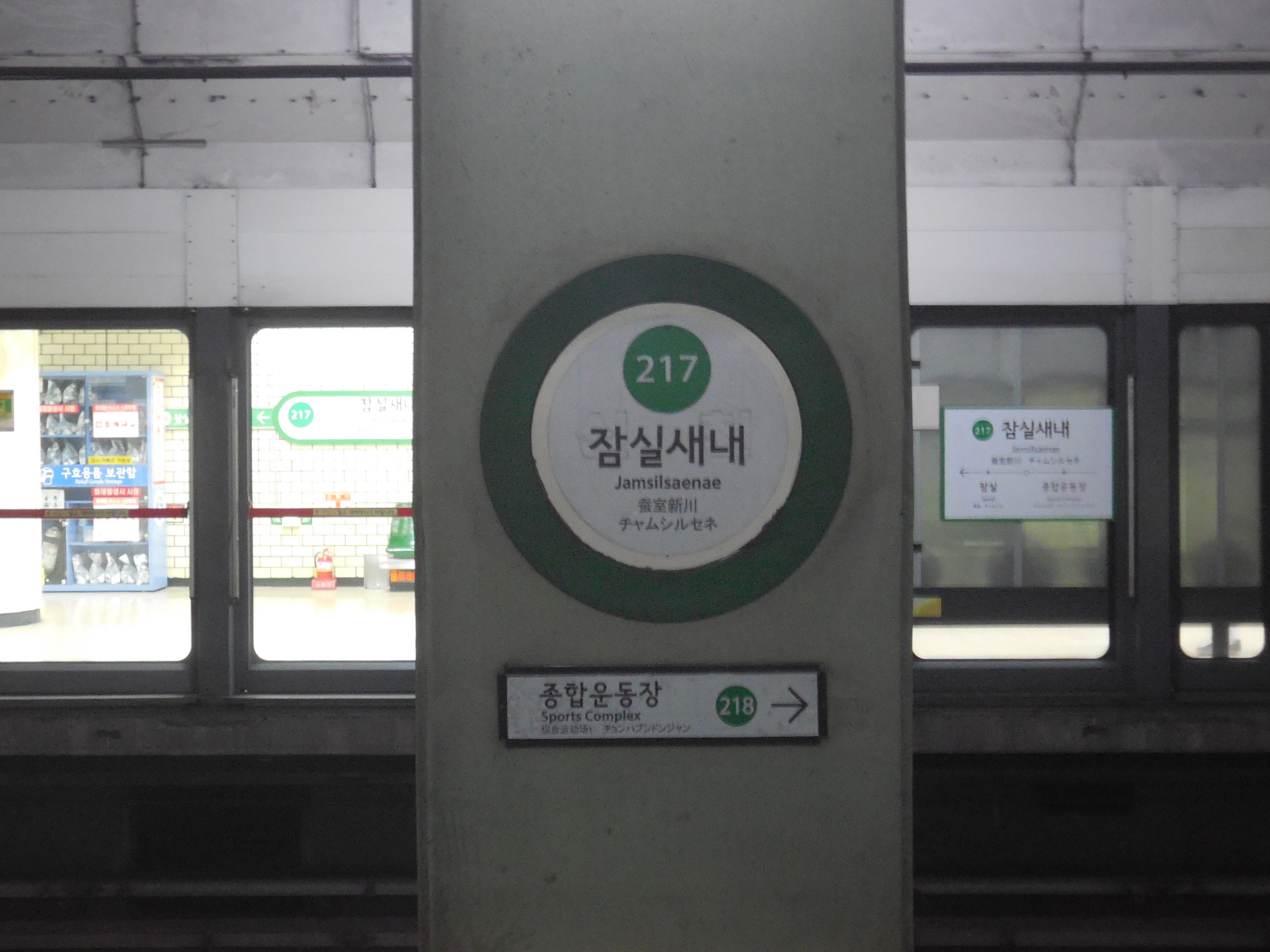
기둥 부착 역명판(잘보면 신천 표시가 보이고,현재 철거되었다.)
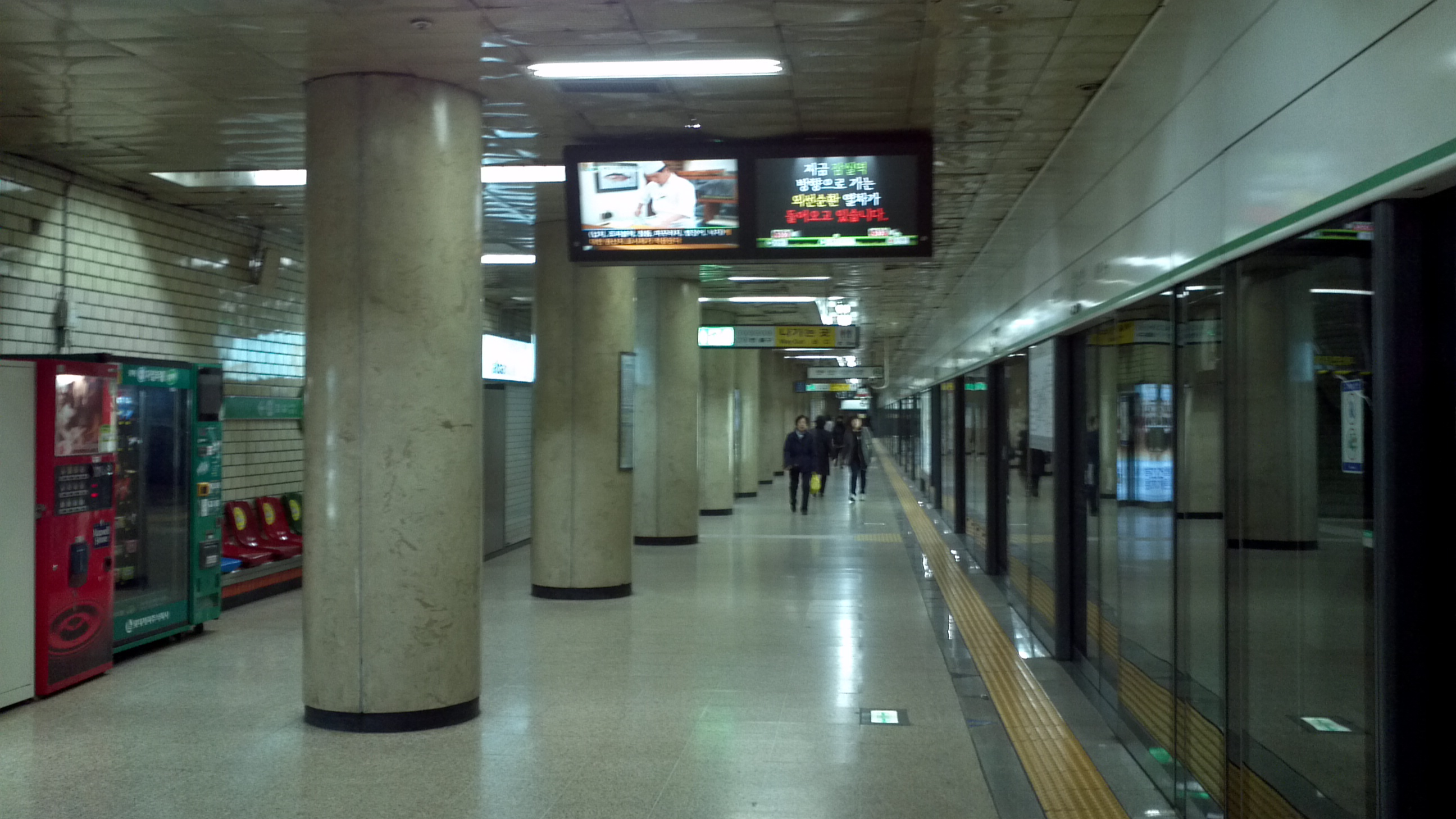
승강장 (리모델링 전,2014년 7월)
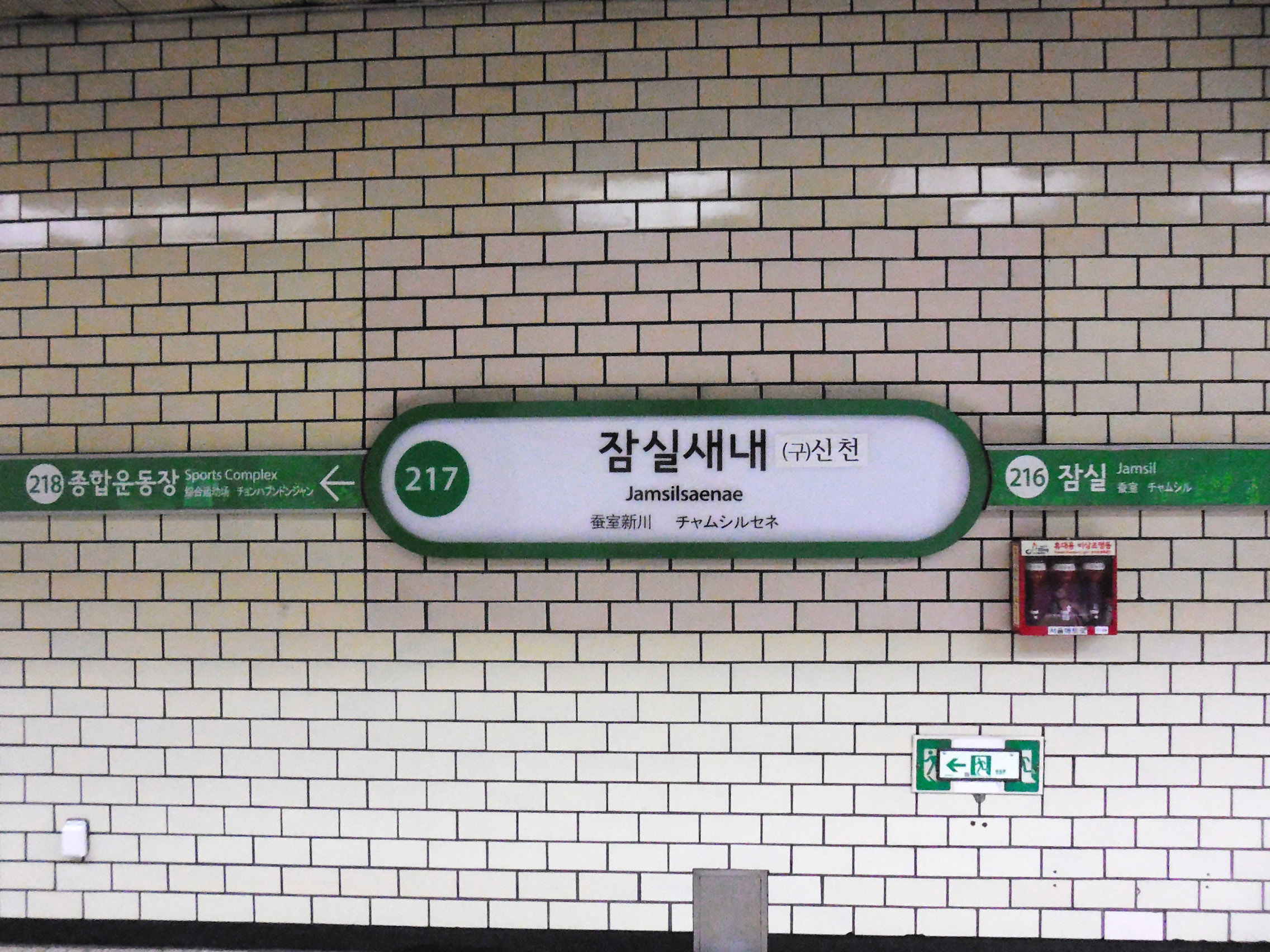
승강장 부착식 역명판(벽면 리모델링 전)
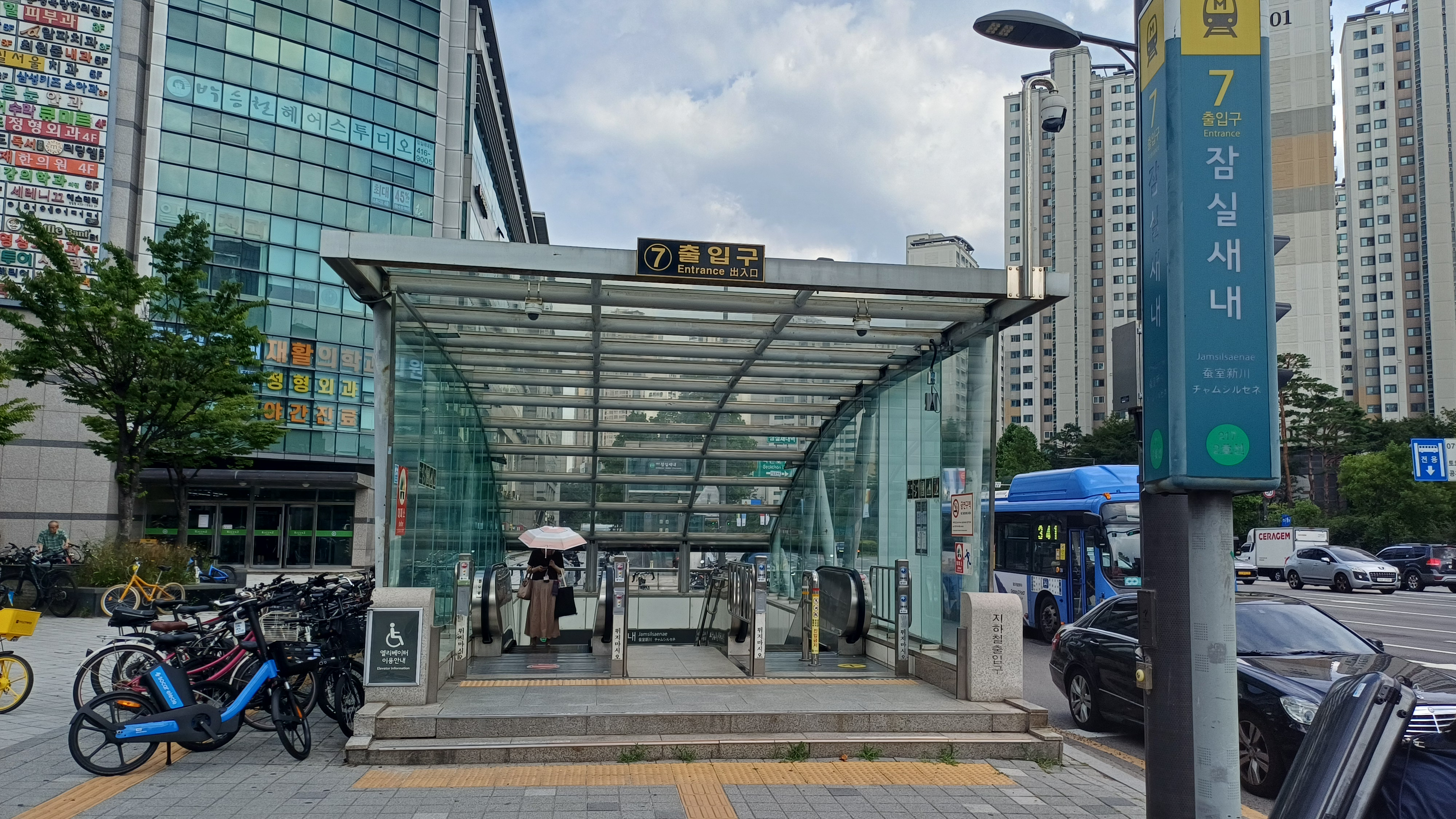
7번출구
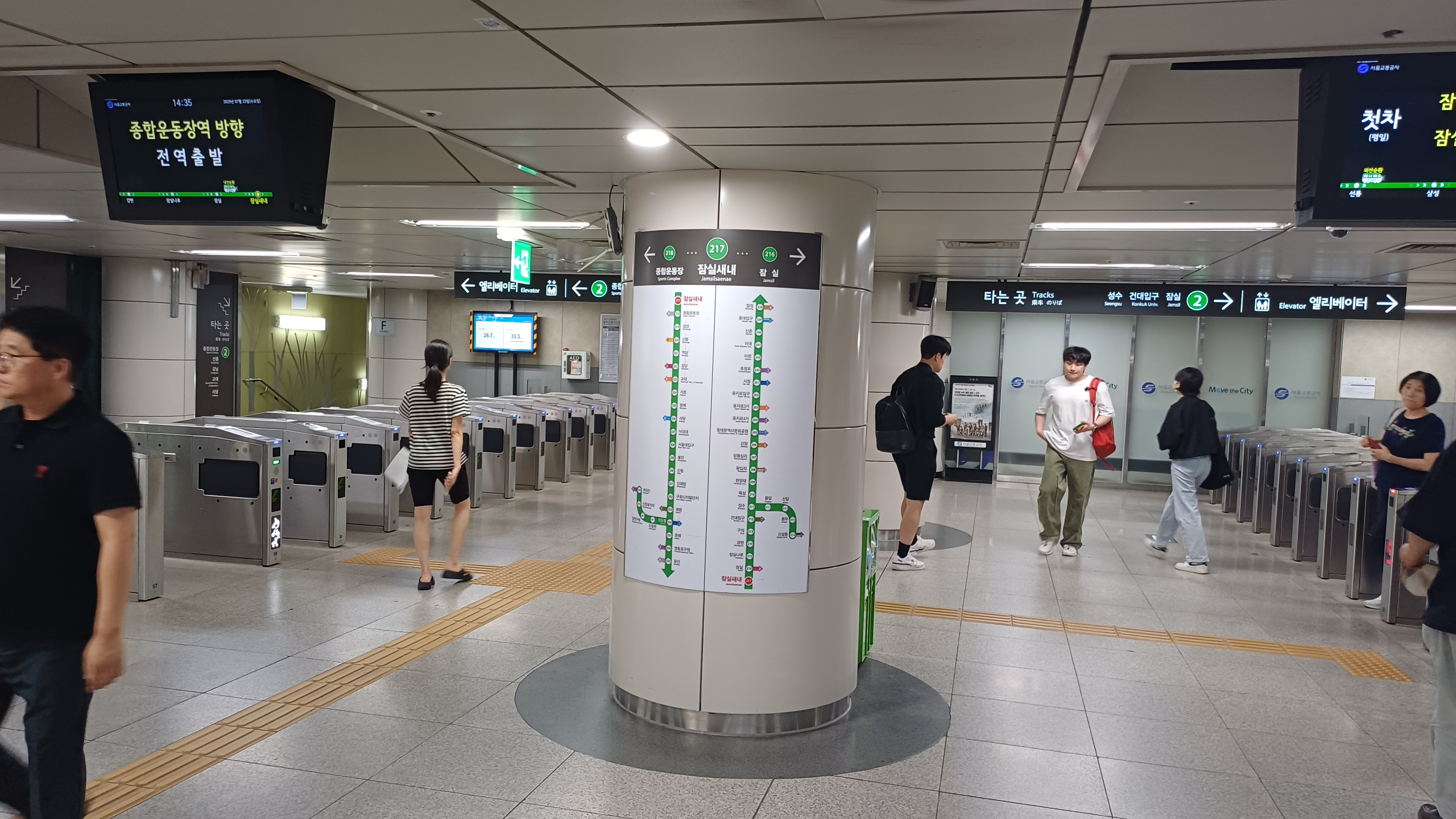
개찰구